# NGC 7418A
NGC 7418A (другие обозначения — PGC 70075, ESO 406-27, MCG -6-50-11B) — галактика в созвездии Журавль.
Этот объект не входит в число перечисленных в оригинальной редакции «Нового общего каталога» и был добавлен позднее.